# Un americano a Roma
Un americano a Roma és una pel·lícual de comèdia italiana del 1954 dirigida per Steno i interpretada per Alberto Sordi, seleccionada entre els 100 film italiani da salvare També apareix Ursula Andress en un paper menor.
A més de l’aspecte còmic, la pel·lícula és una sàtira penetrant dels costums italians de la postguerra, que destaca brillantment el mite occidental d’Amèrica, una terra anhelada i somniada, la roba i els hàbits dels quals només es coneixien a través del cinema, els còmics, revistes. El personatge de Ferdinando Mericoni, conegut com a Nando, va néixer l'any anterior de la pel·lícula Un giorno in pretura, també rodada per Steno.

## Sinopsi
Itàlia, 1954. La imatge de grandesa i opulència provocada per l'arribada de tropes nord-americanes deu anys abans el 1944 encara és viva en la ment de molts joves italians. Un d’ells és Ferdinando Mericoni, conegut com a Nando, però s’anomena Santi Bailor, etern somiador despert, coneixedor del món americà a través del cinema americà del qual és un fervent amant. Convençut d’un futur més enllà de l’Atlàntic, Nando trasllada la seva fixació a Roma, americanitzant la seva vida amb imitacions de tota mena i intentant recrear un ambient de Hollywood a la seva habitació, implicant a molts desgraciats en el seu estrambòtic estil. en particular els seus pares, ara desesperats, i la seva xicota Elvira, que l'estima malgrat tot, probablement divertida per la seva manera de fer.
Nando fa una volta amb una polsera de cuir clavada, un cinturó de vaquer, una samarreta blanca ajustada a l’interior dels texans i una gorra de beisbol, parla als seus familiars en pseudoanglès (Elvy, papi, mami), però sobretot viu cada situació quotidiana com si fos l'escena d’una pel·lícula nord-americana en què ell és el protagonista. Nando també està convençut que és mestre d'anglès, idioma que desconeix completament: en la seva parla es barregen expressions en dialecte romà i anglès parodiat (com ara "Polizia der Kansas City" i "orrait orrait", deformació d'all right), o completament inventat ("auanagana").
Després de diverses desaventures –explicades retrospectivament pels personatges que li són propers– que el frustren regularment en les seves intencions, recorre a un gest extrem que pren la pista d’una famosa pel·lícula de l’època, Fourteen Hours de Henry Hathaway. Així que decideix pujar al Coliseu, amenaçant de suïcidar-se si algú no l’ajuda a marxar a Amèrica. Després de moltes hores a sobre del monument, el somni de Nando sembla fer-se realitat quan apareix l’ambaixador nord-americà, que li promet un viatge i una feina als Estats Units per fer-lo baixar. Però l'ambaixador és precisament una de les seves "víctimes": de fet s'havia trencat una cama després d'haver acabat amb el seu cotxe en un barranc per una indicació incompresa, després que Nando li hagués indicat Nun annà a destra perché c'è er burone daa Maranella, orrait? orrait!, gesticulant de manera que es pugui confondre "orrait" amb "right ". Quan finalment Nando surt, l'ambaixador el reconeix i l'ataca furiós per venjar-se de l'accident. Nando ingressat és el final del somni, però en el seu cor continua sent un irreductible americà a Roma.

## Repartiment
- Alberto Sordi: Nando Mericoni (Santy Bailor)
- Maria Pia Casilio: Elvira (Elvy)
- Giulio Calì: Pare de Nando
- Anita Durante: Mare de Nando
- Ilse Petersen: Molly, la pintora americana
- Vincenzo Talarico: On. Borgiani
- Carlo Mazzarella: Secretari de l'ambaixaa
- Rocco D'Assunta: Comissionat italià
- Ursula Andress: Astrid
- Carlo Delle Piane: Romolo Pellacchioni aka "Cicalone"
- Galeazzo Benti: Fred Buonanotte
- Amalia Pellegrini: espectador de televisió
- Leopoldo Trieste: espectador de televisió
- Venantino Venantini: oficial de policia militar
- Gianna Dauro: esposa de Borgiani
- Carlo Loffredo: membre de la Jazz band

## Curiositats
Degut a les contínues referències de Nando a Kansas City, el 1955 Alberto Sordi en va rebre la ciutadania honorària. Nando realment es referia a l'estat de Kansas i no a la ciutat (parlava de la vida a Kansas City i es va referir a ell com una mena de policia de carretera de la  KC).